# Tecticornia indica
Tecticornia indica är en amarantväxtart som först beskrevs av Carl Ludwig von Willdenow, och fick sitt nu gällande namn av K. A. Sheph. och Paul G. Wilson. Tecticornia indica ingår i släktet Tecticornia och familjen amarantväxter. Utöver nominatformen finns också underarten T. i. leiostachya.